# U-54 (1939)
U-54 – niemiecki okręt podwodny (U-Boot) typu VII B z okresu II wojny światowej. Okręt wszedł do służby w 1939.

## Historia
Na jedyny patrol bojowy U-54 wypłynął z Kilonii 12 lutego 1940.
Od 20 lutego roku okręt uważa się za zaginiony wraz z całą – 41-osobową załogą. Prawdopodobną przyczyną utraty U-54 było wejście na brytyjska minę morską. 14 marca 1940 na pozycji 54°57′N 6°45′E/54,950000 6,750000 niemiecki okręt patrolowy „V 1101” wyłowił z morza część torpedy pochodzącej z U-54.

## Przebieg służby
- 23.09.1939 – 31.12.1939 – 7. Flotylla U-Bootów Wegener w Kilonii (szkolenie)
- 01.01.1940 – 20.02.1940 – 7. Flotylla (okręt bojowy)
- 20.02.1940 – zaginiony na Morzu Północnym

Dowódcy:

23.09.1939 – 30.11.1939 – Kptlt. Georg-Heinz Michel

05.12.1939 – 20.02.1940 – KrvKpt. Günther Kutschmann

Kptlt. – Kapitanleutnant (kapitan marynarki), KrvKpt. – Korvettenkapitan (komandor podporucznik)